# Avillers-Sainte-Croix
Avillers-Sainte-Croix – miejscowość i gmina we Francji, w regionie Grand Est, w departamencie Moza.
Według danych na rok 1990 gminę zamieszkiwało 66 osób, a gęstość zaludnienia wynosiła 12 osób/km² (wśród 2335 gmin Lotaryngii Avillers-Sainte-Croix plasuje się na 979. miejscu pod względem liczby ludności, natomiast pod względem powierzchni na miejscu 966.).